# Wyświetlacz nanochromatyczny
Wyświetlacz nanochromatyczny (ang. NanoChromics display lub nanochromic display, NCD) – wyświetlacz opracowany przez firmę Ntera, wykorzystujący efekt Starka.
Dwie warstwy szkła pokrywane są wewnątrz przezroczystym przewodnikiem, umożliwiającym sterowanie polem elektrycznym. Elektrochromatyczne cząstki zgrupowane przy przedniej płycie szklanej zmieniają barwę zależnie od natężenia pola. Ładunek elektryczny niezbędny do utrzymania właściwej kolorystyki pikseli jest po odłączeniu zasilania przechowywany na drugiej elektrodzie. Ekrany NCD mogą być przezroczyste lub z kontrastowym białym tłem.